# Carl Ludwig Fernow

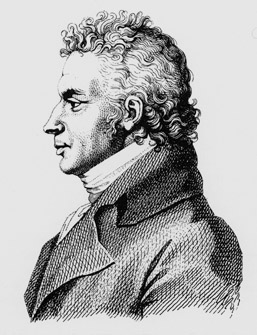
Karl Ludwig Fernow, rysunek z 1802 roku.

Carl Ludwig Fernow (znany także jako Karl Ludwig Fernow; ur. 19 listopada 1763 roku w Blumenhagen; zm. 4 grudnia 1808 roku w Weimarze) – niemiecki teoretyk sztuki, romanista i bibliotekarz. W 1803 roku na życzenie Johanna Wolfganga von Goethego został profesorem nadzwyczajnym estetyki na uniwersytecie w Jenie, a w 1804 doktorem filozofii i bibliotekarzem księżnej Anny Amalii w Weimarze, gdzie pozostał aż do śmierci.